# Cruz de Rubalcaba
La cruz de Rubalcaba es el remate esquinal noroeste de una cerca de Rubalcaba (municipio de Liérganes, Cantabria, España) levantado en estilo barroco en 1717 y listado como bien de interés cultural en 1994, con categoría de monumento.
Consiste en una esquina reforzada del muro de cerramiento de la casona de Miera-Rubalcaba, que da lugar a una estructura escultural curva rematada con dos pirámides y una cruz. Posee un escudo flanqueado por figuras humanas.